# إيفان كوري
إيفان كوري هو كاتب كندي، ولد في 3 يونيو 1976.

## وصلات خارجية
- الموقع الرسمي